# Piechota (nazwisko)
Piechota polskie nazwisko, w Polsce nosi je ponad 7000 osób.
Osoby noszące to nazwisko:
- Jacek Piechota (ur. 28 kwietnia 1959 w Szczecinie) – polski polityk.
- Józef Piechota (ur. 13 lutego 1890, zm. 9 lipca 1936 w Lublinie) – ekonomista, działacz gospodarczy i samorządowy, nauczyciel, prezydent Lublina.
- Karolina Piechota (ur. 1984) – polska aktorka.
- Sławomir Piechota (ur. 1 stycznia 1960 w Tomaszowie Mazowieckim) – polski prawnik, polityk i poseł.